# Hoes Up G’s Down
Hoes Up G’s Down ist ein Rap-Titel der deutschen Rapperin und Sängerin Shirin David aus dem Jahre 2020. Es erschien ursprünglich als zweite Singleauskopplung ihres zweiten Studioalbums, bevor sie dieses zu großen Teilen verwarf, am 29. Mai 2020. Geschrieben wurde es von David selbst gemeinsam mit dem deutschen Rapper Bozza, die Komposition stammt von Juh-Dee und Young Mesh. Aufgrund eines Rechtsstreits wurde Anfang 2023 das Instrumental des Songs ausgetauscht. Im selben Jahr erschien das Lied auf der Wiederveröffentlichung ihres zweiten Albums Bitches brauchen Rap.

## Musik und Text
Hoes Up G’s Down ist ein Rapsong, der als Instrumental den Beat des Liedes (Always Be My) Sunshine von Jay-Z verwendet, welcher auf dem Lied Die Mensch-Maschine von Kraftwerk basiert. David rappt weniger hart als bei ihrer Vorgängersingle 90-60-111 und mehr im Stil ihrer Singles Gib ihm und Ice. Sie benutzt einen eher verruchten und „sexy“ Unterton während des Rappens. Der Refrain des Tracks ist eine Mischung aus Rap und Gesang, der sich aber stärker von den gerappten Strophen abhebt. Der Titel des Liedes bezieht sich auf den Ausruf G’s up, ho’s/hoes down, der aus dem klassischen Hip-Hop stammt, und zu welchem Snoop Dogg in der Vergangenheit auch schon einen Song herausgebracht hat. Dieser Satz indiziert, man müsse die Gangster (Abkürzung G) hoch loben und die Huren (Abkürzung Ho oder Hoe) klein halten. Dieses Bild dreht sie damit um und verleiht dem Wort Hoe (Hure) in diesem Zusammenhang auch einen eher stolzen und emanzipierten Unterton, statt es nur negativ zu belasten. David thematisiert im Liedtext wieder einen teuren Lebensstil (Du musst schwindelfrei sein für den Listenpreis meiner AP Ice), Freizügigkeit (Ein bisschen nackte Haut schadet kei’m) und erwähnt auch andere prominente Persönlichkeiten wie Lil’ Kim (Pinky Ring wie Lil’ Kim in Hypnotize (Uhh)) oder Katy Perry (Durch das Valley, Cali-Girls wie Katy Perry) in positivem oder zumindest neutralem Zusammenhang.

## Entstehung und Veröffentlichung
David schrieb Hoes Up G’s Down – wie die Vorgängersingle 90-60-111 – gemeinsam mit dem deutschen Rapper Bozza. Wie bei 90-60-111 waren als Produzenten Juh-Dee mit Young Mesh tätig, die dafür mit Frio zusammenarbeiteten. Ein kurzer Ausschnitt des Liedes wurde im Musikvideo zu 90-60-111 als Sneak Peak gezeigt. Zuerst angekündigt hatte David Hoes Up G's Down mit Bildern und Videos ihrer Statistinnen aus dem Musikvideo in ihrer Instagram-Story und mit Nutzung des Hashtags HUGD drei Tage vor Release. Den tatsächlichen Namen und das Single-Cover veröffentlichte David kurz darauf. Das Cover zeigt sie und drei ihrer Statistinnen in Bademode posierend. Tatsächlich veröffentlicht wurde die Single in der Nacht vom 28. auf den 29. Mai. Am 3. Juni erschien auf ihrem Onlineshop Shirizzleshop außerdem eine limitierte Merchandise-Kollektion zur Single, die drei T-Shirts und einen Hoodie umfasste. Diese wurden nur als Bundle mit einer Maxi-CD, die neben Hoes Up G’s Down auch 90-60-111 beinhaltet, angeboten. Das Lied wurde unter anderem durch MTV Germany in der Rubrik „Most Wanted“ beworben, womit das Lied in diversen Werbeunterbrechungen zu hören war.

## Musikvideo

### Inhalt
Das Musikvideo zu Hoes Up G’s Down wurde, wie bereits die Videos zu Fliegst Du mit und 90-60-111, unter der Regie von Shaho Casado gedreht. Die Dreharbeiten fanden auf dem Grundstück einer Villa in Berlin statt. Es ist am 31. Mai 2020 auf ihrem YouTube-Kanal erschienen. Das Musikvideo zeigt zu Beginn eine Aufnahme der Skyline Berlins, danach sieht man eine Drohnenaufnahme der Villa, wo das Video gedreht wurde, mit Partygeräuschen und Musik. Daraufhin sieht man einen Mann im Anzug, der eine Schlagzeile der B.Z. über den kontroversen Musikvideodreh liest. Auf dieser ist David von hinten zu sehen, was dann so bearbeitet wurde, dass sie sich umdreht. Im weiteren Verlauf des Musikvideos sieht man viele Partyszenen in der Villa und im Bereich des Pools. Hier wurden durch Nachbearbeitung die Hintergründe immer wieder verschieden eingefärbt, z. B. blau und pink. David zeigt sich außerdem Jet-Ski-fahrend im Pool, mit Grillz am Tisch, mit ihren Statisten twerkend, mit anderen Frauen tanzend und im Pool durchnässt sitzend. Auch ihre Schwester Patricia (im Internet und auf YouTube als PatiValPati bekannt) ist als Bademeisterin im Video zu sehen. Im Musikvideo wird, wie bei 90-60-111, wieder die Stimmung der frühen 2000er-Jahre und späten 90er Jahre vermittelt. Das geschieht durch die Kleidung der Künstlerin und der Statisten, sowie durch Kameraeinstellungen bzw. -effekte, wie z. B. mit einem Fischaugenobjektiv. Das Video endet schließlich nach zwei Minuten und 35 Sekunden mit einer Szene, in der man eine, aus einem fahrenden Auto gefilmte, Sequenz mit zahlreichen Polizei-Autos sehen kann. Shirin David durchlebt im Laufe des Videos wieder, wie in allen ihrer Musikvideos, zahlreiche Änderungen an Frisur und Outfit, wobei alle sie recht freizügig zeigen, was sowohl zur vermittelten Sommer- und Partystimmung, als auch zum Text des Liedes passt (ein bisschen nackte Haut schadet kei'm). Bis August 2025 wurde es über 18,2 Millionen Mal aufgerufen.

### Kontroverse um den Dreh
Für den Dreh des Musikvideos zu Hoes Up G’s Down hatte David mit ihrem Produktionsteam eine Villa in Berlin-Westend für den 24. und 25. Mai 2020 gemietet. Da aufgrund der COVID-19-Pandemie auch in Berlin starke Einschränkungen und Maßnahmen beschlossen waren, hielten sie sich eigener Aussagen und der Aussagen von Gästen nach, zu Beginn der Dreharbeiten recht stark daran. Nachdem für den 25. Mai Lockerungen in Bezug auf öffentliche Versammlung für bis zu 100 Personen erlassen worden sind, kamen als Reaktion darauf gegen Mitternacht noch zahlreiche Statisten und Statistinnen zum Videodreh, die dort im Musikvideo mitspielen sollten. Im Zuge dessen beschwerten sich einige Nachbarn bei der Polizei aufgrund von Lärmbelästigung. Diese rückte dann kurz darauf bei der Villa an und beendete den Dreh recht schnell. Es wurden laut Presseberichten über 70 Anzeigen wegen Verstoß gegen die Corona-Maßnahmen zum Infektionsschutz und eine Anzeige gegen Davids Management aufgrund zu lauter Musik erstattet. David selbst gab an, dass sowohl der Videodreh, als auch der Lärm zuvor angemeldet gewesen seien und die Polizei nur im Musikvideo zu sehen sei, da sie nicht alle Szenen drehen konnten, bevor der Dreh abgebrochen wurde.

## Rechtsstreit
Anfang des Jahres 2023 wurde bekannt, dass der Kraftwerk-Musiker Ralf Hütter rechtlich gegen die Verwendung der Melodie von Die Mensch-Maschine in Hoes Up G's Down vorgegangen war. Am 19. Oktober 2021 hatte das Landgericht Berlin Shirin David die weitere Verwertung von Hoes Up G's Down untersagt. Aufgrund dieser Entscheidung wurde am 1. Januar 2023 die Verbreitung der ursprünglichen Version eingestellt und eine neue Version mit verändertem Instrumental veröffentlicht.

## Rezensionen
Die Journalistin Laura Wolfert äußerte sich in einem Online-Artikel zum Lied selbst sehr positiv, gab aber zu, dass ihre positive Meinung zu David durch die Verantwortungslosigkeit des Videodrehs und die dadurch fehlende Vorbildfunktion negativ beeinflusst werde. Oliver Pocher äußerte sich zum Musikvideodreh und der dazugehörigen Party auch negativ, indem er es als „Dummheit“ bezeichnete und ihren Feminismus-Gedanken anzweifelte.

## Kommerzieller Erfolg

### Chartplatzierungen
Hoes Up G’s Down erreichte Platz sechs der deutschen Singlecharts. Für Shirin David ist es der elfte Top-10- und Charterfolg in den deutschen Charts. In Österreich erreichte das Lied Platz neun und in der Schweiz den 13. Platz der Singlecharts.
| ChartsChartplatzierungen | Höchstplatzierung | Wochen |
| ------------------------ | ----------------- | ------ |
| Deutschland (GfK)        | 6 (5 Wo.)         | 5      |
| Österreich (Ö3)          | 9 (3 Wo.)         | 3      |
| Schweiz (IFPI)           | 13 (2 Wo.)        | 2      |

Auf der Streaming-Plattform Spotify wurde das Lied mehr als 36,9 Millionen Mal aufgerufen (Stand: August 2025).

### Auszeichnungen für Musikverkäufe
| Land/Region       | Auszeichnungen für Musikverkäufe (Land/Region, Auszeichnung, Verkäufe) | Verkäufe |
| ----------------- | ---------------------------------------------------------------------- | -------- |
| Österreich (IFPI) | Gold                                                                   | 15.000   |
| Insgesamt         | 1× Gold ·                                                              | 15.000   |